# Hadj Moustapha
Hadj Moustapha (en arabe : الحاج مصطفى), est un dey d'Alger qui règne de 1700 à 1705. Il sera impliqué dans les conflits de la régence d'Alger à l'ouest et à l'est.

## Règne
En 1700, les janissaires d'Alger entrent en révolte à la suite de la victoire de la milice de Tunis sur celle de Constantine qui perdit 500 soldats dont les oreilles coupées furent envoyées comme trophée à Tunis. À Alger, le dey Hadj Chaouch doit démissionner et le dey Hadj Moustapha est élu.
Il se porte au secours de son vassal Ali Khodja, bey de Constantine et défait le bey de Tunis près de Sétif à la bataille de Jouami' al-Ulama le 3 octobre 1700. A l'ouest, il fait face à l'offensive de Moulay Ismaël qu'il arrive à battre sur le Chelif. En 1702, il conclut un nouveau traité de paix avec Ibrahim Cherif nouveau bey de Tunis contre paiement d'un tribut. Mais dès l'année suivante, le bey de Tunis refuse de payer ce qui est convenu ce qui entraine la reprise des hostilités. Hadj Moustapha lance une expédition vers la Tunisie fait prisonnier le bey à la bataille du Kef en juillet 1705. Il assiège Tunis qui propose la paix contre 150 000 piastres. Hadj Moustapha refuse dans un premier temps, le siège s'enlise et — face à la résistance opiniâtre des habitants — doit finalement battre en retraite. Entre-temps l'avantage ayant tourné, la proposition de tribut de Tunis est retiré et le dey doit opérer une retraite désastreuse sur Alger.

L'expédition de 1705 vers Tunis met fin à son règne, que l'historien Mahfoud Kaddache décrit : 

« En 1705, l'échec final de l'expédition algérienne en Tunisie, après les victoires des janissaires de Constantine et le siège de Tunis, fut à l'origine d'une nouvelle révolte : le dey Mustapha prit la fuite, fut arrêté dans sa retraite par les janissaires de Collo et mis à mort. »